# Gornji Daruvar
Gornji Daruvar – wieś w Chorwacji, w żupanii bielowarsko-bilogorskiej, w mieście Daruvar. W 2011 roku liczyła 436 mieszkańców.